# Llista d'asteroides/102601–102700
| Nom               | Designació provisional | Data de descobriment | Lloc de descobriment | Descobridor/s                        |
| ----------------- | ---------------------- | -------------------- | -------------------- | ------------------------------------ |
| 102601 -          | 1999 VD5               | 5 de novembre, 1999  | Višnjan Observatory  | K. Korlević                          |
| 102602 -          | 1999 VG5               | 7 de novembre, 1999  | Višnjan Observatory  | K. Korlević                          |
| 102603 -          | 1999 VP5               | 6 de novembre, 1999  | Fountain Hills       | C. W. Juels                          |
| 102604 -          | 1999 VW5               | 5 de novembre, 1999  | Oizumi               | T. Kobayashi                         |
| 102605 -          | 1999 VH9               | 8 de novembre, 1999  | Višnjan Observatory  | K. Korlević                          |
| 102606 -          | 1999 VA10              | 9 de novembre, 1999  | Fountain Hills       | C. W. Juels                          |
| 102607 -          | 1999 VJ11              | 10 de novembre, 1999 | Višnjan Observatory  | K. Korlević                          |
| 102608 -          | 1999 VH13              | 1 de novembre, 1999  | Socorro              | LINEAR                               |
| 102609 -          | 1999 VJ14              | 2 de novembre, 1999  | Socorro              | LINEAR                               |
| 102610 -          | 1999 VQ15              | 2 de novembre, 1999  | Kitt Peak            | Spacewatch                           |
| 102611 -          | 1999 VK19              | 10 de novembre, 1999 | Višnjan Observatory  | K. Korlević                          |
| 102612 -          | 1999 VY19              | 9 de novembre, 1999  | Višnjan Observatory  | K. Korlević                          |
| 102613 -          | 1999 VQ20              | 11 de novembre, 1999 | Fountain Hills       | C. W. Juels                          |
| 102614 -          | 1999 VG21              | 12 de novembre, 1999 | Višnjan Observatory  | K. Korlević                          |
| 102615 -          | 1999 VJ21              | 12 de novembre, 1999 | Višnjan Observatory  | K. Korlević                          |
| 102616 -          | 1999 VC22              | 13 de novembre, 1999 | Višnjan Observatory  | K. Korlević                          |
| 102617 - Allium   | 1999 VC23              | 12 de novembre, 1999 | Gnosca               | S. Sposetti                          |
| 102618 -          | 1999 VJ23              | 8 de novembre, 1999  | Mallorca             | R. Pacheco, A. López                 |
| 102619 - Crespino | 1999 VK23              | 12 de novembre, 1999 | Gnosca               | S. Sposetti                          |
| 102620 -          | 1999 VX23              | 9 de novembre, 1999  | Nachi-Katsuura       | Y. Shimizu, T. Urata                 |
| 102621 -          | 1999 VO25              | 13 de novembre, 1999 | Saji                 | Saji                                 |
| 102622 -          | 1999 VR25              | 15 de novembre, 1999 | Kleť                 | Kleť                                 |
| 102623 -          | 1999 VM26              | 3 de novembre, 1999  | Socorro              | LINEAR                               |
| 102624 -          | 1999 VZ26              | 3 de novembre, 1999  | Socorro              | LINEAR                               |
| 102625 -          | 1999 VX27              | 15 de novembre, 1999 | Farpoint             | G. Bell, G. Hug                      |
| 102626 -          | 1999 VY27              | 15 de novembre, 1999 | Modra                | L. Kornoš, J. Tóth                   |
| 102627 -          | 1999 VZ27              | 11 de novembre, 1999 | Catalina             | CSS                                  |
| 102628 -          | 1999 VG28              | 3 de novembre, 1999  | Socorro              | LINEAR                               |
| 102629 -          | 1999 VQ28              | 3 de novembre, 1999  | Socorro              | LINEAR                               |
| 102630 -          | 1999 VM30              | 3 de novembre, 1999  | Socorro              | LINEAR                               |
| 102631 -          | 1999 VR31              | 3 de novembre, 1999  | Socorro              | LINEAR                               |
| 102632 -          | 1999 VX32              | 3 de novembre, 1999  | Socorro              | LINEAR                               |
| 102633 -          | 1999 VY33              | 3 de novembre, 1999  | Socorro              | LINEAR                               |
| 102634 -          | 1999 VD34              | 3 de novembre, 1999  | Socorro              | LINEAR                               |
| 102635 -          | 1999 VH34              | 3 de novembre, 1999  | Socorro              | LINEAR                               |
| 102636 -          | 1999 VV37              | 3 de novembre, 1999  | Socorro              | LINEAR                               |
| 102637 -          | 1999 VH38              | 10 de novembre, 1999 | Socorro              | LINEAR                               |
| 102638 -          | 1999 VQ38              | 10 de novembre, 1999 | Socorro              | LINEAR                               |
| 102639 -          | 1999 VV38              | 10 de novembre, 1999 | Socorro              | LINEAR                               |
| 102640 -          | 1999 VO39              | 10 de novembre, 1999 | Socorro              | LINEAR                               |
| 102641 -          | 1999 VV39              | 11 de novembre, 1999 | Kitt Peak            | Spacewatch                           |
| 102642 -          | 1999 VY42              | 4 de novembre, 1999  | Kitt Peak            | Spacewatch                           |
| 102643 -          | 1999 VQ43              | 1 de novembre, 1999  | Catalina             | CSS                                  |
| 102644 -          | 1999 VA44              | 3 de novembre, 1999  | Catalina             | CSS                                  |
| 102645 -          | 1999 VC44              | 3 de novembre, 1999  | Catalina             | CSS                                  |
| 102646 -          | 1999 VT46              | 3 de novembre, 1999  | Socorro              | LINEAR                               |
| 102647 -          | 1999 VT47              | 3 de novembre, 1999  | Socorro              | LINEAR                               |
| 102648 -          | 1999 VR48              | 3 de novembre, 1999  | Socorro              | LINEAR                               |
| 102649 -          | 1999 VW48              | 3 de novembre, 1999  | Socorro              | LINEAR                               |
| 102650 -          | 1999 VM51              | 3 de novembre, 1999  | Socorro              | LINEAR                               |
| 102651 -          | 1999 VS51              | 3 de novembre, 1999  | Socorro              | LINEAR                               |
| 102652 -          | 1999 VQ52              | 3 de novembre, 1999  | Socorro              | LINEAR                               |
| 102653 -          | 1999 VG53              | 3 de novembre, 1999  | Socorro              | LINEAR                               |
| 102654 -          | 1999 VV53              | 4 de novembre, 1999  | Socorro              | LINEAR                               |
| 102655 -          | 1999 VV54              | 4 de novembre, 1999  | Socorro              | LINEAR                               |
| 102656 -          | 1999 VY54              | 4 de novembre, 1999  | Socorro              | LINEAR                               |
| 102657 -          | 1999 VZ54              | 4 de novembre, 1999  | Socorro              | LINEAR                               |
| 102658 -          | 1999 VK55              | 4 de novembre, 1999  | Socorro              | LINEAR                               |
| 102659 -          | 1999 VO55              | 4 de novembre, 1999  | Socorro              | LINEAR                               |
| 102660 -          | 1999 VA56              | 4 de novembre, 1999  | Socorro              | LINEAR                               |
| 102661 -          | 1999 VX57              | 4 de novembre, 1999  | Socorro              | LINEAR                               |
| 102662 -          | 1999 VZ58              | 4 de novembre, 1999  | Socorro              | LINEAR                               |
| 102663 -          | 1999 VA59              | 4 de novembre, 1999  | Socorro              | LINEAR                               |
| 102664 -          | 1999 VB59              | 4 de novembre, 1999  | Socorro              | LINEAR                               |
| 102665 -          | 1999 VC59              | 4 de novembre, 1999  | Socorro              | LINEAR                               |
| 102666 -          | 1999 VO60              | 4 de novembre, 1999  | Socorro              | LINEAR                               |
| 102667 -          | 1999 VB62              | 4 de novembre, 1999  | Socorro              | LINEAR                               |
| 102668 -          | 1999 VG62              | 4 de novembre, 1999  | Socorro              | LINEAR                               |
| 102669 -          | 1999 VQ62              | 4 de novembre, 1999  | Socorro              | LINEAR                               |
| 102670 -          | 1999 VT62              | 4 de novembre, 1999  | Socorro              | LINEAR                               |
| 102671 -          | 1999 VW62              | 4 de novembre, 1999  | Socorro              | LINEAR                               |
| 102672 -          | 1999 VY62              | 4 de novembre, 1999  | Socorro              | LINEAR                               |
| 102673 -          | 1999 VZ63              | 4 de novembre, 1999  | Socorro              | LINEAR                               |
| 102674 -          | 1999 VA66              | 4 de novembre, 1999  | Socorro              | LINEAR                               |
| 102675 -          | 1999 VM66              | 4 de novembre, 1999  | Socorro              | LINEAR                               |
| 102676 -          | 1999 VC67              | 4 de novembre, 1999  | Socorro              | LINEAR                               |
| 102677 -          | 1999 VJ68              | 4 de novembre, 1999  | Socorro              | LINEAR                               |
| 102678 -          | 1999 VL68              | 4 de novembre, 1999  | Socorro              | LINEAR                               |
| 102679 -          | 1999 VP68              | 4 de novembre, 1999  | Socorro              | LINEAR                               |
| 102680 -          | 1999 VQ68              | 4 de novembre, 1999  | Socorro              | LINEAR                               |
| 102681 -          | 1999 VM69              | 4 de novembre, 1999  | Socorro              | LINEAR                               |
| 102682 -          | 1999 VQ69              | 4 de novembre, 1999  | Socorro              | LINEAR                               |
| 102683 -          | 1999 VW69              | 4 de novembre, 1999  | Socorro              | LINEAR                               |
| 102684 -          | 1999 VG70              | 4 de novembre, 1999  | Socorro              | LINEAR                               |
| 102685 -          | 1999 VK70              | 4 de novembre, 1999  | Socorro              | LINEAR                               |
| 102686 -          | 1999 VS70              | 4 de novembre, 1999  | Socorro              | LINEAR                               |
| 102687 -          | 1999 VR71              | 4 de novembre, 1999  | Socorro              | LINEAR                               |
| 102688 -          | 1999 VK72              | 12 de novembre, 1999 | Xinglong             | Beijing Schmidt CCD Asteroid Program |
| 102689 -          | 1999 VA73              | 12 de novembre, 1999 | Socorro              | LINEAR                               |
| 102690 -          | 1999 VG73              | 1 de novembre, 1999  | Kitt Peak            | Spacewatch                           |
| 102691 -          | 1999 VS73              | 1 de novembre, 1999  | Kitt Peak            | Spacewatch                           |
| 102692 -          | 1999 VW73              | 1 de novembre, 1999  | Kitt Peak            | Spacewatch                           |
| 102693 -          | 1999 VL77              | 3 de novembre, 1999  | Socorro              | LINEAR                               |
| 102694 -          | 1999 VO77              | 3 de novembre, 1999  | Socorro              | LINEAR                               |
| 102695 -          | 1999 VP77              | 3 de novembre, 1999  | Socorro              | LINEAR                               |
| 102696 -          | 1999 VA81              | 4 de novembre, 1999  | Socorro              | LINEAR                               |
| 102697 -          | 1999 VE84              | 6 de novembre, 1999  | Kitt Peak            | Spacewatch                           |
| 102698 -          | 1999 VL85              | 5 de novembre, 1999  | Catalina             | CSS                                  |
| 102699 -          | 1999 VH86              | 5 de novembre, 1999  | Socorro              | LINEAR                               |
| 102700 -          | 1999 VR86              | 7 de novembre, 1999  | Socorro              | LINEAR                               |